# Klaviersonate Nr. 2 (Mozart)
Die Sonate Nr. 2 in F-Dur KV 280 (189e) ist eine Klaviersonate von Wolfgang Amadeus Mozart mit drei Sätzen. Sie wurde während der Reise nach München anlässlich der Produktion der Oper La finta giardiniera zwischen dem späten 1774 und dem März des nächsten Jahres komponiert, als Mozart 18 Jahr alt war, und ist die Zweite eines Zyklus von sechs Sonaten mit steigendem Schwierigkeitsgrad, die auf dieser Reise entstanden sind.
Die durchschnittliche Aufführungsdauer beträgt 15 Minuten.

## Sätze
Das Bemerkenswerte an dieser Sonate sind die extremen Kontraste in Tempo und Affekt der einzelnen Sätze und dass alle drei Sätze in einem Dreiertakt stehen.

### 1. Satz: Allegro assai
Der Kopfsatz steht im 3/4-Takt und beinhaltet trotz der Tempovorschrift allegro assai Cantabilität und italienische Elemente. Er beginnt mit einem fanfarenartigen Hauptthema, leitet dann mit einer harmonisch für Mozarts Verhältnisse überraschend kühnen Triolenpassage mit einer deutlichen Quintfallsequenz in den Takten 18 bis 22 zum zweiten Thema über, das die Bewegung zu versetzten Sechzehntel-Girlanden beschleunigt. Nach einer nur 26 Takte umfassenden Durchführung folgt die satztechnisch gesteigerte Reprise.

### 2. Satz: Adagio
Der zweite Satz ist als ausdrucksstarkes Adagio in der Tonart f-Moll im 6/8-Takt komponiert. Das Thema ist ein Siciliano, eine barocke Tanzform, und erinnert an den Mittelsatz von Haydns F-Dur-Sonate Hob. XVI/23. Die klagenden Außenteile umrahmen einen Mittelteil mit chromatischen Schärfen.
Der estnische Komponist Arvo Pärt transkribierte 1992 diesen Satz zu einem Werk für Violine, Violoncello und Klavier.

### 3. Satz: Presto
Der dritte Satz entspricht formal dem Schema der Sonatenhauptsatzform und ist wieder in F-Dur geschrieben. Er steht im 3/8-Takt und wirkt wie ein spritziger, äußerst brillanter Kehraus.